# Helga Hoffmann
Helga Bühler-Hoffmann, geborene Helga Hoffmann (* 24. September 1937 in Saarbrücken), ist eine ehemalige deutsche Leichtathletin und Olympiateilnehmerin, die in den 1950er und 1960er Jahren – ab 1956 für die Bundesrepublik startend – im Weitsprung und im Fünfkampf erfolgreich war.

## Leben
Sie gewann bei Leichtathletik-Europameisterschaften zwei Bronzemedaillen:
- 1962 im Fünfkampf (4676 Punkte; Einzelleistungen: 11,2 s – 10,67 m – 1,60 m – 6,08 m – 24,7 s)
- 1966 im Weitsprung (6,26 – 6,29 – 6,24 – 6,29 – 6,33 – 6,38 m)

Sie wurde zweimal in der Bundesrepublik zur Sportlerin des Jahres gewählt – 1965 sowie 1966 (mit Punktgleichstand gemeinsam mit Karin Frisch). 1966 wurde Helga Hoffmann vom Deutschen Leichtathletik-Verband mit dem Rudolf-Harbig-Gedächtnispreis ausgezeichnet.
1954 nahm sie, für das noch unabhängige Saarland startend, an den Europameisterschaften 1954 teil. Für die Bundesrepublik nahm sie auch an den Olympischen Spielen 1956, 1960 und 1964 sowie den Europameisterschaften 1958 teil, jedoch ohne Medaillenerfolg.
Hoffmann war 1957, 1961, 1962, 1963, 1964 und 1966 Deutsche Meisterin im Weitsprung. Im Fünfkampf konnte sie 1961, 1963 und 1964 den Titel gewinnen. Dazu kamen noch mehrere Siege in der Halle. Fünfmal verbesserte sie den deutschen Rekord im Weitsprung und zweimal im Fünfkampf.
Für ihre sportlichen Leistungen wurde sie am 27. Februar 1966 mit dem Silbernen Lorbeerblatt ausgezeichnet.
Helga Hoffmann startete für den ATSV Saarbrücken. In ihrer aktiven Zeit war sie 1,68 m groß und wog 62 kg. Sie lebt im saarländischen Lebach. Sie heiratete 1968 und war Verwaltungsangestellte beim Sportamt der Stadt Saarbrücken.

## Persönliche Bestleistungen
- Weitsprung: 6,45 Meter, 13. September 1964 in Lodz
- 100 Meter: 11,9 Sekunden, 1. Juli 1962 in Saarbrücken
- 200 Meter: 24,6 Sekunden, 10. Mai 1964 in Darmstadt
- 80 Meter Hürden: 11,29 Sekunden, 16. September 1964 in Tokio
- Hochsprung: 1,61 Meter, 26. Mai 1962 in Lörrach
- Kugelstoßen: 11,53 Meter 12. Juli 1964 in Saarbrücken